# Jonathan Cake
Jonathan James Cake (* 31. August 1967 in Worthing, West Sussex) ist ein britischer Schauspieler.

## Leben
Jonathan Cake ist der jüngste von drei Söhnen eines Glashändlers und einer Lehrerin. In seiner Kindheit kam er mit der Kunst des Pantomimens in Berührung. Dadurch wurde sein Interesse an den darstellenden Künsten geweckt. Bis zu seinem achten Lebensjahr nahm er darauf Schauspielunterricht und trat in vielen Theaterstücken auf. In seiner Jugend reiste er mit dem National Youth Theatre durch London. Nach seinem Abitur besuchte er die University of Cambridge, welche er 1989 abschloss. Auf dem College war er Rugbyspieler. Er machte eine zweijährige Ausbildung an der Bristol Old Vic Theatre School und arbeitete daraufhin mit der Royal Shakespeare Company.
Seine ersten Erfahrungen beim Fernsehen machte er 1993 in der britischen Comedyserie Press Gang. Einen weiteren Fernsehauftritt hatte er 1994 in Carrott U Like von BBC. Im darauf folgenden Jahr spielte er eine kleine Rolle im Film Der 1. Ritter an der Seite von Sean Connery, Richard Gere und Julia Ormond. Nach weiteren kleiner Auftritten wurde er 1995 als Gareth in Degrees of Error gecastet. Ebenfalls spielte er eine Hauptrolle im historischen Drama Mosley. Im Jahre 2005 spielte er den Sertorius in der US-amerikanischen Miniserie Empire. Bekanntheit erlangte er auch durch die Rolle des Chuck Vance in den letzten beiden Staffeln der Fernsehserie Desperate Housewives.
Cake heiratete im Jahre 2004 die Schauspielerin Julianne Nicholson. Zusammen haben sie einen Sohn (* 2007) und eine Tochter (* 2009).

## Filmografie (Auswahl)
- 1993: Press Gang (Fernsehserie, Folge 5x05)
- 1995: Der 1. Ritter (First Knight)
- 1996: Grange Hill (Fernsehserie, 2 Folgen)
- 1996: Inspektor Fowler – Härter als die Polizei erlaubt (The Thin Blue Line; Fernsehserie, 1 Folge)
- 1998: Mosley (Fernsehserie, 4 Folgen)
- 1998: Diamond Girl (Fernsehfilm)
- 1999: Arche Noah – Das größte Abenteuer der Menschheit (Noah’s Ark, Fernsehfilm)
- 2001: Dr. Terrible’s House of Horrible (Fernsehserie, Folge 1x05)
- 2003: Auschwitz – Out of the Ashes
- 2004: Agatha Christie’s Poirot – Das Eulenhaus (The Hollow, Fernsehserie, 1 Folge)
- 2005: Empire (6 Folgen)
- 2006–2007: Six Degrees (Fernsehserie, 5 Folgen)
- 2008: Criminal Intent – Verbrechen im Visier (Law & Order: Criminal Intent, Fernsehserie, 2 Folgen)
- 2009: Chuck (Fernsehserie, 2 Folgen)
- 2009: Law & Order (Fernsehserie, 2 Folgen)
- 2010: Agatha Christie’s Marple (Fernsehserie, 1 Folge)
- 2011: Rizzoli & Isles (Fernsehserie, Folge 2x08)
- 2011: Off the Map (Fernsehserie, Folge 1x05)
- 2011–2012: Desperate Housewives (Fernsehserie, 13 Folgen)
- 2012: The Killing (Fernsehserie, Folge 2x09)
- 2013: Death in Paradise (Fernsehserie, Folge 2x04)
- 2013–2014: Doll & Em (Fernsehserie, 4 Folgen)
- 2016: Criminal Minds (Fernsehserie, Folge 11x16)
- 2018: Legends of Tomorrow (Fernsehserie, 2 Folgen)
- 2021: Stargirl (Fernsehserie, 10 Folgen)